# ꬸ
Cette page contient des caractères spéciaux ou non latins. S’ils s’affichent mal (▯, ?, etc.), consultez la page d’aide Unicode.
ꬸ (uniquement en minuscule), appelé l double tilde inscrit, est une lettre additionnelle de l’alphabet latin qui est utilisée dans la transcription phonétique de dialectologie allemande.

## Utilisation
Le l double titlde inscrit ‹ ꬸ › est utilisé dans les variantes de la transcription Teuthonista de l’Atlas linguistique de la Suisse alémanique (Sprachatlas der deutschen Schweiz) ou du Sprachatlas von Bayerisch-Schwaben pour distinguer la consonne spirante latérale alvéolaire voisée fortement vélarisée  de la même consonne vélarisée représentée avec un seul tilde inscrit ‹ ɫ ›.
Le l double titlde inscrit est aussi utilisé comme une extension non standard de l’alphabet phonétique international (API). Il est par exemple utilisé par Cynthia R. Shuken en 1980 pour représenter une consonne spirante latérale alvéolaire voisée pharyngalisée [lˤ], le double titlde inscrit indiquant la pharyngalisation.

## Représentations informatiques
Le l double médian médian peut être représenté avec les caractères Unicode (Latin étendu E) suivants :
| formes    | représentations | chaînes de caractères | points de code | descriptions                                   |
| --------- | --------------- | --------------------- | -------------- | ---------------------------------------------- |
| minuscule | ꬸ               | ꬸ                     | U+AB38         | lettre minuscule latine l double tilde inscrit |